# Longnü

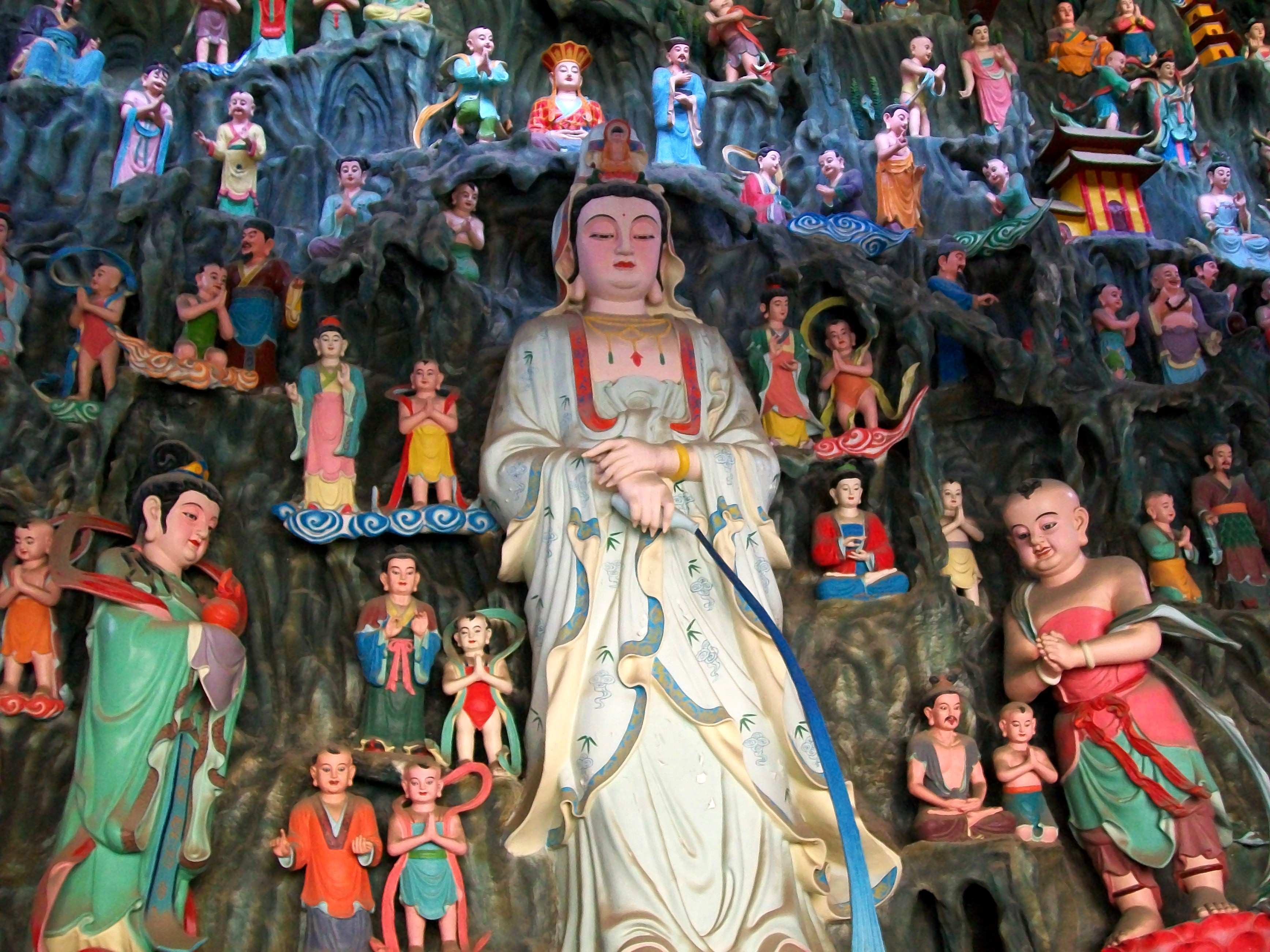
Avalokiteśvara avec Longnü (à sa gauche) et Sudhana (à sa droite).

Longnü (chinois simplifié : 龙女 ; chinois traditionnel : 龍女 ; pinyin : Lóngnǚ ; sanskrit : nāgakanya; vietnamien : Long nữ), traduit par Fille du Dragon, est considérée, avec Sudhanakumâra, comme une acolyte du bodhisattva Avalokiteśvara dans le bouddhisme chinois. Cependant, il n'existe pas de sources scripturaires reliant ensemble Sudhana et Longnü à Avalokiteśvara. Il est suggéré que ces acolytes sont des représentations de deux grands textes du bouddhisme mahāyāna, le Sūtra du Lotus et l'Avatamsaka Sutra, dans lesquels Longnü et Sudhana apparaissent, respectivement.
La représentation du couple Longnü et Sudhana avec Avalokiteśvara peut avoir été influencée par la petite fille de jade (chinois : 玉女 ; pinyin : Yùnǚ) et le jeune garçon d'or (chinois simplifié : 金童 ; chinois traditionnel : 金僮 ; pinyin : Jīntóng) qui apparaissent dans l'iconographie de l'Empereur de jade. Elle est présentée comme étant la fille du Roi-dragon de la Mer Orientale, âgée de huit ans.

## Dans le Sūtra du Lotus

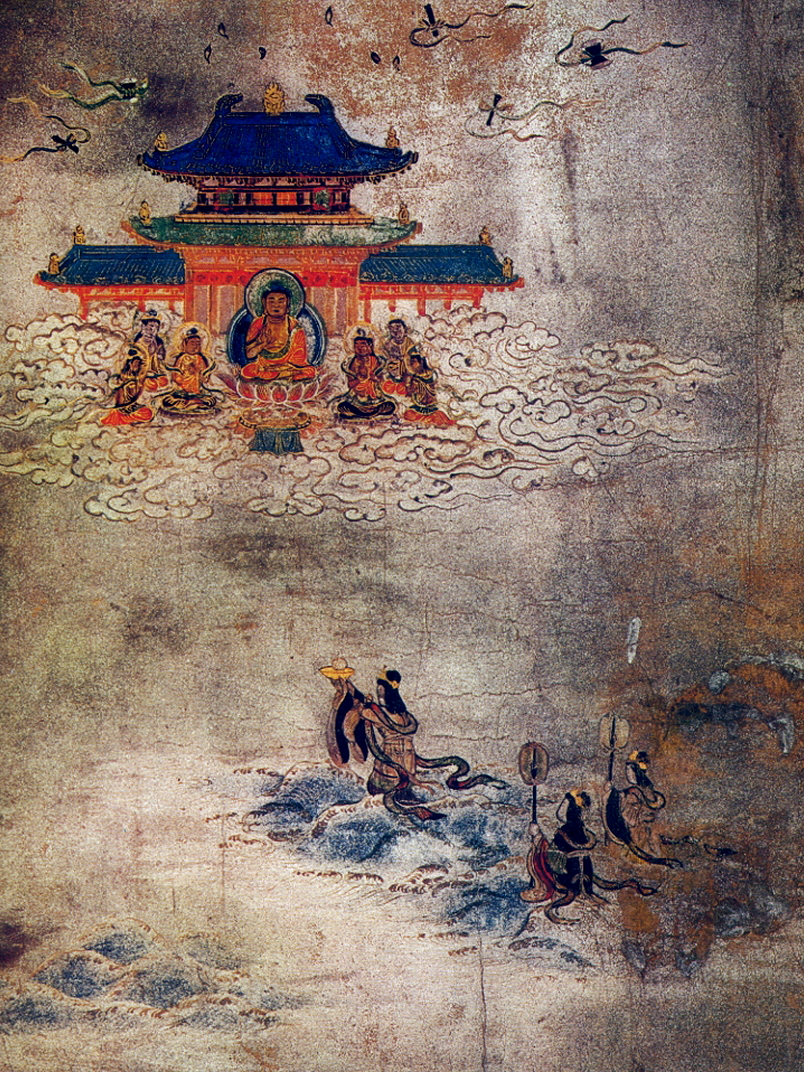
La fille du roi-dragon présente son joyau inestimable pour le Bouddha ; frontispice du XIIe siècle dans le Sūtra du Lotus Heike Nokyo.

Longnü est présentée dans le douzième chapitre du Sūtra du Lotus (Skt. Saddharma Puṇḍarīka Sūtra) comme étant pleine de sagesse, ce qui lui permet d'atteindre l'illumination instantanée,. Dans le Sūtra du Lotus, le bodhisattva Manjushri parle de lui-même, disant :

« Il y a la fille du roi nāga Sāgara qui a seulement huit ans. Elle est sage ; ses facultés sont aiguisées ; elle est également bien pourvue de toutes les facultés et des actes des êtres sensibles. Elle a acquis le pouvoir de recueillement. Elle conserve tout le profond secret des trésors des Bouddhas, pénètre profondément dans la méditation, et est tout à fait capable de discernement de tous les dharmas. Elle a immédiatement produit la pensée des lumières (Skt. bodhicitta) et a atteint le stade de non-régression, etc. Elle a de l'éloquence sans entrave et pense aux êtres sensibles avec beaucoup de compassion, comme s'ils étaient ses propres enfants. Ses vertus sont parfaites. Ses pensées et ses explications sont subtiles et vastes, miséricordieuses et compatissantes. Elle a un esprit harmonieux et a atteint l'illumination »

Cependant, le disciple de Bouddha nommé Śāriputra, un Shravakayana, ne pense pas qu'une femme puisse atteindre l'état de bouddha,,. En réponse, la fille du dragon offre une perle au Bouddha, symbole de sa vie et de l'ego, qu'il accepte. Elle se transforme ensuite instantanément en un parfait bodhisattva de sexe masculin, puis atteint l'illumination complète,,.
Selon Schuster, le propos du Sūtra du Lotus « est dirigé contre la notion que certains corps (de sexe masculin) seraient adaptés pour les plus hautes destinées, et d'autres corps (féminins) ne le seraient pas ».
Dans le bouddhisme Chán, cette histoire a été considérée comme un exemple pour souligner le potentiel de l'éveil soudain,.
Dans certains autres sutras, elle offre la perle au Bodhisattva Avalokiteśvara.

## Dans les contes populaires

### Conte des Mers du Sud
Un chapitre des Contes d'Avalokiteśvara et des Mers du Sud (chinois : 南海觀音全傳 ; pinyin : Nánhǎi Guānyīn Quánzhuàn), un roman du seizième siècle, paru sous la Dynastie Ming, est le premier texte qui cite Longnü et Sudhana comme étant les acolytes d'Avalokiteśvara. Quand le troisième fils du Roi-dragon va nager dans la mer sous la forme d'une carpe, il est capturé par un pêcheur. Incapable de se transformer en dragon car piégé sur terre, il est vendu et sur le point d'être massacré sur le marché local. Lorsqu'Avalokiteśvara apprend sa situation. Elle donne alors tout son argent à Shancai et l'envoie acheter la carpe sur le marché pour la libérer. La carpe est encore en vie plusieurs heures après avoir été prise, ce qui attire une grande foule, et bientôt des enchères violentes commencent, les gens croyant que la consommation de ce poisson leur accordera l'immortalité. Shancai n'arrive pas à surenchérir, et demande le poisson vivant au vendeur en échange de la somme apportée, mais en vain, s'attirant le mépris de la part des gens sur le marché. C'est alors qu'Avalokiteśvara fait entendre sa voix, de loin, en disant : « Une vie n'appartient qu'à celui qui tente de la sauver, non pas à celui qui essaie de la prendre ». La foule se rend compte de son erreur et se disperse aussitôt. Shancai ramène la carpe à Avalokiteśvara, et le fils du Roi-dragon retourne à la mer.
En gage de gratitude, le Roi-dragon demande à Ao Guang d'apporter la Perle de la Lumière à Avalokiteśvara, mais la petite-fille se porte volontaire pour le faire à sa place. Après avoir offert la perle à Avalokiteśvara, elle décide de rester avec elle et de devenir sa disciple dans l'apprentissage du Dharma bouddhiste.
Elle est souvent assimilée à la forme féminine du bodhisattva Guanyin des Mers du Sud (南海 Nanhai Guanyin).